# August Coppola
August Coppola (16. února 1934 – 27. října 2009) byl americký spisovatel a pedagog. Jeho otcem byl skladatel Carmine Coppola, matkou jeho manželka Italia. Jeho sourozenci byli režisér Francis Ford Coppola a herečka Talia Shire. V roce 1960 se oženil s tanečnicí Joy Vogelsang, s níž měl tři syny: Marca (1958), Christophera (1962) a Nicolase (1964). S první manželkou se rozvedl v roce 1976. Následně, v letech 1981 až 1986, byla jeho ženou Marie Thenevin a nakonec francouzská herečka Martine Chevallier. Studoval na Kalifornské univerzitě v Los Angeles, Hofstra University a Occidental College. V šedesátých a sedmdesátých letech vyučoval na Cal State Long Beach a v osmdesátých pak na Sanfranciské státní. V roce 1978 publikoval román The Intimacy a později pracoval na dalším, nevydaném The Nymbus. Zemřel na infarkt myokardu ve věku 75 let.